# Eiskunstlauf-Europameisterschaften 2027
Die 118. Eiskunstlauf-Europameisterschaften sollen vom 18. bis 24. Januar 2027 in der Schweizer Stadt Lausanne stattfinden. Dies legte das Council der Internationalen Eislaufunion (ISU) im Oktober 2023 fest. Des Weiteren bewarben sich die Deutsche Eislauf-Union (DEU) mit der Stadt Essen, die slowakische Hauptstadt Bratislava sowie die bulgarische Hauptstadt Sofia.
Lausanne wird zum dritten Mal (nach 1992 und 2002) Austragungsort der Titelkämpfe.